# Ninja Gaiden: Dragon Sword
Ninja Gaiden: Dragon Sword est un jeu vidéo d'action-aventure édité par Tecmo et développé par la Team Ninja. Il est distribué en 2008 sur Nintendo DS.

## Accueil
- Jeuxvideo.com : 14/20[2]